# Plagiostropha opalus
Plagiostropha opalus é uma espécie de gastrópode do gênero Plagiostropha, pertencente a família Drilliidae.